# Cyrtanthus erubescens
Cyrtanthus erubescens là một loài thực vật có hoa trong họ Amaryllidaceae. Loài này được Killick mô tả khoa học đầu tiên năm 1960.